# Musaranya de Grant
La musaranya de Grant (Sylvisorex granti) és una espècie de mamífer de la família de les musaranyes (Soricidae). Viu als boscos de muntanya de la República Democràtica del Congo, Kenya, Ruanda, Tanzània i Uganda. El seu hàbitat natural són els montans humits tropicals o subtropicals. Fou anomenada en honor de l'ornitòleg escocès William Robert Ogilvie-Grant.